# Heminoemacheilus
Heminoemacheilus is een geslacht van straalvinnige vissen uit de familie van de bermpjes (Nemacheilidae).

## Soorten
- Heminoemacheilus hyalinus Lan, Yang & Chen, 1996
- Heminoemacheilus zhengbaoshani Zhu & Cao, 1987